# 马克·尤德尔
马克·尤德尔（英語：Mark Udall，1950年7月18日—），美国科罗拉多州联邦参议员，民主党籍。1999年至2009年间，尤德尔曾担任五届联邦众议员。2008年参议员选举中，尤德尔击败共和党籍对手鮑勃·沙弗爾从而当选参议员。在其第一个任期仅过17天后，便代替当时即将成为美国内政部长的肯·萨拉查成为了科罗拉多州资深参议员。